# الموطن الأعلى (الملاجم)

تعديل مصدري - تعديل

الموطن الأعلى هي إحدى قرى عزلة عفار آل مفتاح بمديرية الملاجم التابعة لمحافظة البيضاء، بلغ تعداد سكانها 135 نسمة حسب تعداد اليمن لعام 2004.